# Anselm Schlösser
Anselm Schlösser (* 1. Januar 1910 in Jena; † 1. Oktober 1991 in Berlin) war ein deutscher Anglist, Hochschullehrer und Shakespeare-Forscher. 

## Leben und Wirken
Anselm Schlösser wurde 1936 an der Universität Jena promoviert. Seine Dissertation trägt den Titel Die Aufnahme der englischen Literatur in Deutschland von 1895 bis 1934. Schlösser  hatte ab 1951 eine Professur für Anglistik an der Humboldt-Universität zu Berlin inne. Er war DDR-Herausgeber der Werke Shakespeares, Mitherausgeber des Shakespeare-Jahrbuchs und Vorstandsmitglied der seit 1964 separat als DDR-Organisation existierenden Deutschen Shakespeare-Gesellschaft in Weimar und somit „einer der profiliertesten sozialistischen Shakespeareianer“.
Er war Mitherausgeber der „Zeitschrift für Anglistik und Amerikanistik“ sowie des „Shakespeare-Jahrbuchs“. 
1964 erhielt er zusammen mit Martin Lehnert und Robert Weimann den Nationalpreis der DDR II. Klasse für Kunst und Literatur.

## Schriften
- Die Aufnahme der englischen Literatur in Deutschland von 1895 bis 1934, Triltsch-Verlag, Würzburg 1936.
- Shakespeare – Analysen und Interpretationen, Aufbau-Verlag, Berlin und Weimar 1977.